# Opening Night
Opening Night (Alternativtitel im Fernsehen: Die erste Vorstellung) ist ein US-amerikanisches Filmdrama von John Cassavetes aus dem Jahr 1977.

## Handlung
Myrtle Gordon ist ein großer Schauspielstar in den USA. Sie ist Anfang 40 und wird durch Theaterregisseur Manny Victor in eine Rolle gedrängt, die die Theaterautorin Sarah Goode über eine Frau geschrieben hat, die Probleme mit dem Älterwerden hat. In Out-of-Town-Try-Outs wird das Stück außerhalb von New York in der amerikanischen Provinz Tag für Tag geprobt und gespielt. Myrtle kann sich jedoch nicht damit abfinden, eine ältere Frau zu spielen. Sie befürchtet nach dieser Rolle nur noch ältere Frauenrollen zu bekommen, und die Rolle vermischt sich mit den tatsächlichen Sorgen von Myrtle.
Nach einer Vorstellung wird Myrtle von Fans bedrängt. Besonders die 17-jährige Nancy stellt ihr nach. Selbst als Myrtle bereits im Auto sitzt, drängt sie sich im strömenden Regen an die Autoscheibe. Beim Wegfahren sieht Myrtle wie das Mädchen von einem Auto überfahren wird. Der Tod der jungen Frau lässt Myrtle nicht wieder los. Sie erkennt sich in dem Mädchen wieder und erinnert sich an ihr eigenes Jungsein. Die Proben werden immer schwieriger. Myrtle verweigert sich der Rolle. Regisseur, Produzent und Autorin bemühen sich, Myrtle bei der Stange zu halten. Bereits in der letzten Aufführung in der Provinz fällt Myrtle ständig aus der Rolle und so fährt das Ensemble nicht nur aufgrund des Premierenlampenfiebers nervös nach New York zur Uraufführung am Broadway. In New York erwartet das Publikum wie auch das Ensemble den Beginn der Aufführung. Es fehlt jedoch die Hauptdarstellerin; sie kommt nach langem Warten völlig betrunken ins Theater. Dennoch versucht Regisseur Manny mit der betrunkenen Schauspielerin das Stück zu beginnen. Myrtle kann sich kaum auf den Beinen halten. Das Ensemble unterstützt sie jedoch, wo es nur kann, um die Aufführung halbwegs über die Runden zu bekommen. In der letzten Szene des letzten Aktes beginnt Myrtle dann völlig aus der Rolle zu fallen und improvisiert gemeinsam mit ihrem Partner Maurice. Das Stück endet als komödiantische Farce. Myrtle wird dennoch vom New Yorker Publikum für ihre Leistung umjubelt.

## Kritiken
Roger Ebert schrieb in der Chicago Sun-Times, der Film erzähle die Geschichte einer alkoholkranken Schauspielerin im finalen Stadium des Absturzes, die den Menschen in ihrer Umgebung das Leben schwer mache. Gena Rowlands spiele ihre Rolle „perfekt“; sie zeige glaubwürdig die Panik einer Person, die „gerade hier, gerade jetzt“ einen Drink brauche.
Das Lexikon des internationalen Films schrieb, der Film sei eine „präzise und einfühlsame Schilderung des Mangels an Kommunikation zwischen Menschen, die miteinander leben und arbeiten“. Die „großartige darstellerische Leistung“ der Hauptdarstellerin sei „faszinierend“.
Rotten Tomatoes schrieb, der Film sei wie von John Cassavetes erwartet „so dicht und schwierig“. „Selbst die Kritiker des Regisseurs werden die Kraft der Leistung von Gena Rowlands nicht leugnen können“.

## Auszeichnungen
Gena Rowlands als Beste Hauptdarstellerin – Drama und Joan Blondell als Beste Nebendarstellerin wurden im Jahr 1978 für den Golden Globe Award nominiert. Gena Rowlands gewann 1978 den Silbernen Bären während John Cassavetes für den Goldenen Bären nominiert wurde. Der Film gewann den Interfilm Award – Otto Dibelius Film Award der Internationalen Filmfestspiele Berlin.

## Hintergrund
Regisseur und Autor John Cassavetes wollte eigentlich die Rolle der Theaterautorin Sarah Goode mit Bette Davis besetzen. Diese lehnte jedoch ab. Seine zweite Wahl war Joan Blondell, die bereits 1929 mit James Cagney auf einer Broadwaybühne gestanden hatte.
Die Weltpremiere fand am 22. Dezember 1977 in Los Angeles statt. Im Februar 1978 wurde der Film auf den Internationalen Filmfestspielen Berlin gezeigt.